# Amerikaanse pitbullterriër
De Amerikaanse pitbullterriër is een hondenras. Dit ras is ontstaan uit de buldog en de terriër in de 19e eeuw.
De Amerikaanse staffordshireterriër is voortgekomen uit de Amerikaanse pitbullterriër.

## Geschiedenis

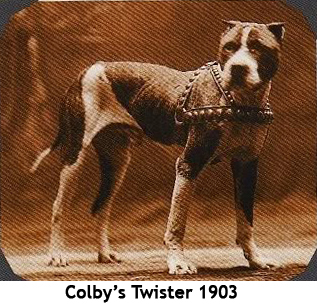
Amerikaanse pitbullterriër, 1903

De Amerikaanse pitbullterriër stamt af van een buldog (het uitgestorven type) en terriërkruisingen uit Engeland, die door immigranten werden meegenomen naar Amerika in de jaren 1850-1880. De Amerikaanse pitbullterriër werd gefokt als een vechthond. Het hondenras werd in 1898 door de United Kennel Club erkend. Uit diezelfde honden stamt de staffordshire-bulterriër ook af. De Amerikaanse staffordshireterriër is later voortgekomen uit de Amerikaanse pitbullterriër in 1936.

## Uiterlijk
De Amerikaanse pitbullterriër is een zeer atletisch gebouwde hond met een gewicht van tussen de 13 en 27 kg en een hoogte van rond de 43 à 53 cm. De vacht is kort en heeft daarom weinig verzorging nodig. De vacht kan allerlei kleuren hebben, soms met vlekken.

## Regelgeving
In sommige Belgische gemeenten is het verboden om Pitbullterriërs te houden. Pittbullterriërs zijn verboden in:
- Londerzeel
- Meise